# Sam O. Brown
Seudónimo que utilizó Blake Edwards para firmar su película Sois hOnrados Bandidos. El título original S.O.B, tiene su origen en un epíteto nada cariñoso que dirigió William Holden a unos productores. Los llamó Sons of a bitch (hijos de puta). En España, queriendo borrar la intención original, la película fue subtitulado como S.O.B. Sois hOnrados Bandidos. El título original era, sin duda, más apropiado, pues, en él, queda patente el desengaño que Edwards sentía por la industria de Hollywood. Sobre todo desde que fuera despedido sin contemplaciones del rodaje de Ciudad violenta por Harry Cohn el jefe de Columbia.
El guion es una sátira llena de reproches contra la industria, tal vez, por ello, Edwards no utilizó su verdadero nombre, sino que utilizó el seudónimo de Sam O. Brown. Siguiendo con el juego de las iniciales S.O.B.
- Datos: Q6117988